# 楊儀 (嘉靖進士)
楊儀（？—？），字夢羽，號五川，直隸常熟縣（今常熟市）人。明朝藏書家、政治人物。官至山東副使。

## 生平
楊集之孫。嘉靖五年（1510年）丙戌科進士，授工部主事，累官山東按察副使。以疾歸，潛心著述。

## 藏書
楊儀好藏書，收藏古今典籍極富，有七檜山房。又在迎恩橋東北築有“萬卷樓”, 樓內多藏宋元舊本，由於大量購書，以致於“晚歲赤貧”。楊儀去世後，藏書為其外甥莫是龍所得，藏在“城南精舍”之中。

## 著作
楊儀著有《南宮集》10卷、《格物通考》20卷、《高坡異纂》3卷、《明良記》4卷、《螭頭密語》、《壟起雜事》等，另輯有《驪珠隨錄》5卷、《七檜山房古虞文錄》2卷、《文章表錄》1卷等。